# Fabio Teixeira
Fabio Teixeira é um fotojornalista de Piracicaba, São Paulo. Ele já foi publicado pelo The Guardian, Al Jazeera, Unicef, entre outros. Uma de suas fotos mais disseminadas é a de uma familiar de Evaldo dos Santos Rosa, em frente ao carro onde ele foi morto.

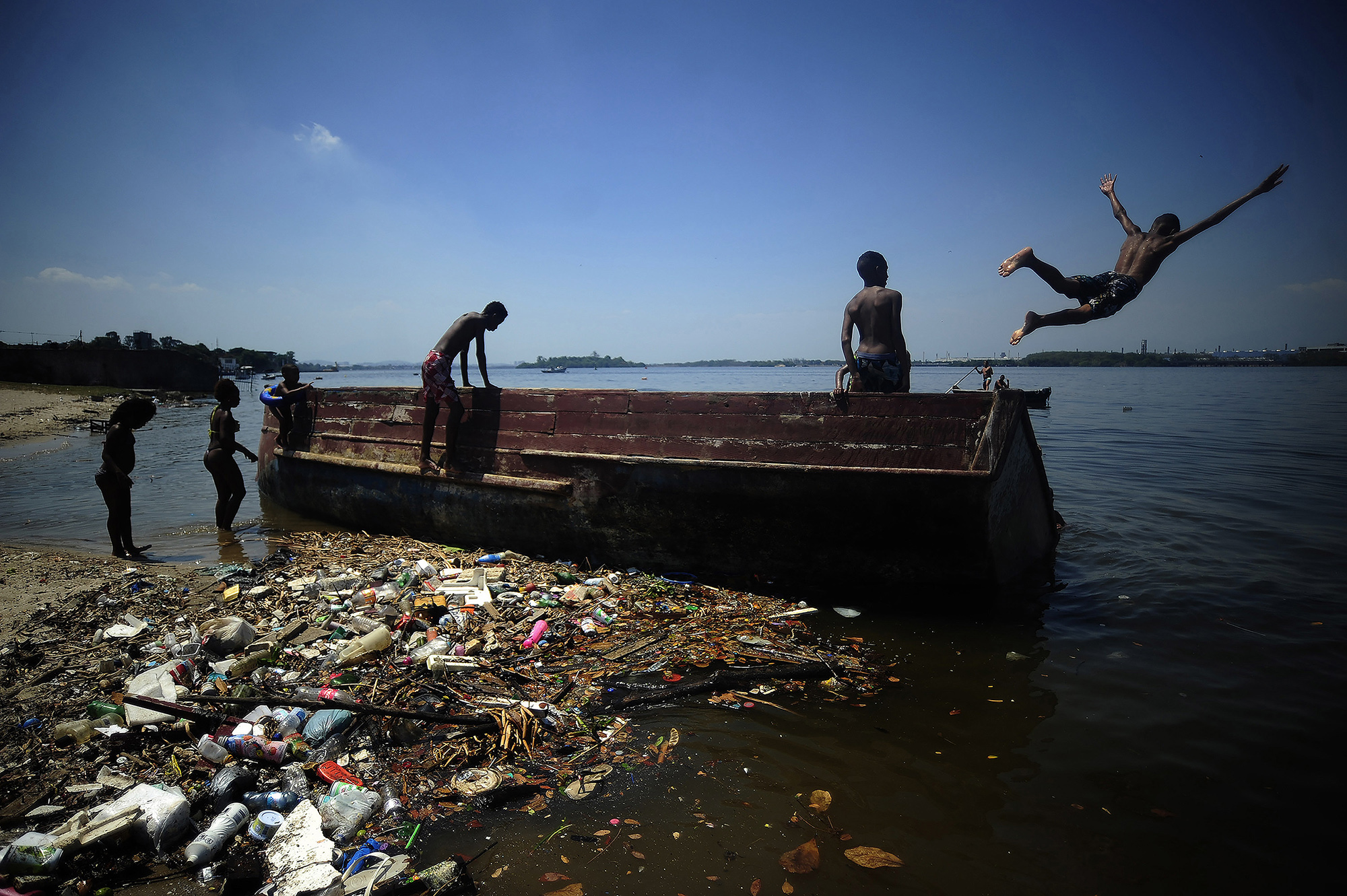
Rio de Janeiro - Brasil. Meninos moradores da Favela de Ramos mergulham nas águas poluídas da praia de ramos, que faz parte da Baía de Guanabara. Por Fabio Teixeira.

Em 2019, ele fundou a Plataforma9, em colaboração com a escritora Mirna Wabi-Sabi. E em 2022, a série fotográfica "A narrativa desumanizante em torno dos assassinatos policiais no Rio de Janeiro", premiada no 39º Prêmio de Direitos Humanos de Jornalismo e com menção honrosa no 44º Prêmio Vladimir Herzog, foi publicada no livro Mata bolsonarismo.

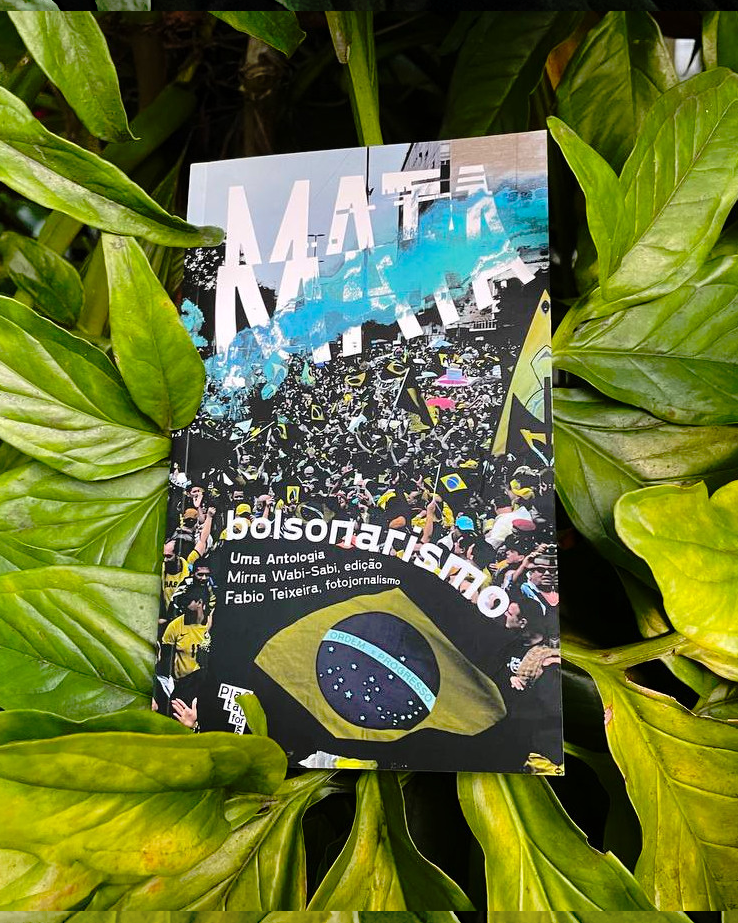
Capa do livro Mata bolsonarismo

## Prémios
- 2016 Finalista do Prêmio e Festival Gabo Vice Brasil[8]
- 2016 Finalista do Prêmio “Urban Photographer of The Year”[9]
- 2016 Prêmio MPT de Jornalismo Vice Brasil[10]
- 2017 Prêmio 20 anos da revista Fotografe Melhor “AS CORES DO BRASIL”[11]
- 2017 Prêmio Vladimir Herzog de Anistia e Direitos Humanos Vice Brasil[12]
- 2017 Finalista do prêmio Smithsonian mag[13]
- 2018 Finalista do Prêmio Vladimir Herzog de Anistia e Direitos Humanos[14]
- 2018 Prêmio Petrobrás de Jornalismo Vice Brasil[15]
- 2019 Finalista do prêmio Internacional felix-schoeller-photoaward[16]
- 2019 Prêmio Internacional The Nature Conservancy[17]
- 2019 Prêmio Vladimir Herzog de Anistia e Direitos humanos AP[18]
- 2020 Prêmio Direitos Humanos de Jornalismo[19]
- 2021 Prêmio Iberoamericano de fotojornalismo Photo Funiber Espanha[20]
- 2022 Prêmio Vladimir Herzog de Anistia e Direitos humanos[21]
- 2022 Prêmio Latino Americano de Fotografia Documental[22]
- 2023 Prêmio Latino Americano de Fotografia Documental[23]
- 2023 Menção Honrosa, Trabalho Destacado PoyLatam[24]
- 2024 Prêmio Portfólio FotoDoc[25]
- 2025 Prêmio Rei da Espanha de Jornalismo Internacional[26]